# Elektrotachyscop

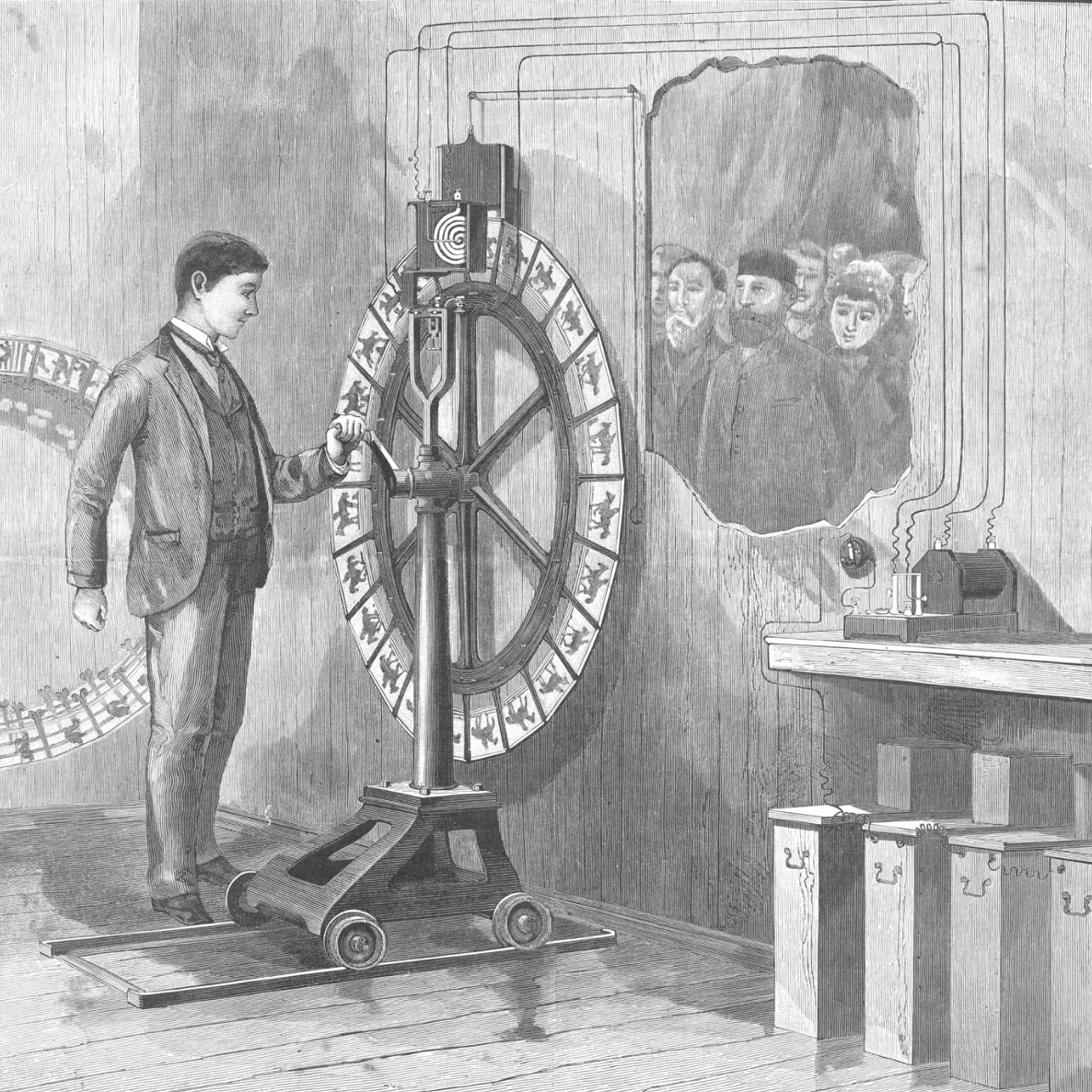
Elektrotachyscop (American Scientific, 16/11/1889, S. 303)

Das Elektrotachyscop (auch Elektrischer Schnellseher, Tachyskop; in den USA Electrical Wonder Automat) ist ein ab 1886 von Ottomar Anschütz entwickeltes Gerät zur Projektion von chronofotografisch erzeugten Reihenbildern.
Das Elektrotachyscop besteht aus einer stroboskopischen Scheibe mit einem Durchmesser von 1,5 Metern und 24 Glasplatten im Format 9 cm × 13 cm. Die von hinten mit einer Geißlerschen Röhre, einer elektrischen Entladungsröhre, beleuchteten Fotoplatten werden durch einen Kurbelantrieb mit einer Geschwindigkeit von 30 Bildern pro Sekunde rotiert. Aufgrund der Netzhautträgheit des Auges entsteht dabei der Eindruck einer kontinuierlichen Bewegung.

## Geschichte
Anschütz präsentierte seinen elektrischen Schnellseher 1887 erstmals öffentlich im Kultusministerium in Berlin; Siemens & Halske nahm die kommerzielle Fertigung des Geräts in Berlin auf, das ab etwa 1891 weite Verbreitung fand. Bis 1893 wurden rund 140 Stück produziert. Das Gerät wurde auch ins Ausland verkauft, wo es unter der Bezeichnung Electrical Wonder Automat bekannt wurde.
Eine Verbesserung des Prinzips setzte Anschütz im dreischlitzigen Zoetrop von 1887 um. 1888 erhielt er ein Patent auf seinen Schlitzverschluss, der von der Berliner Firma C. P. Goerz im Alleinvertrieb hergestellt wurde. Mit dieser Technik gelangen Anschütz die Serienaufnahmen, die Bewegung fotografisch dokumentierbar machen.
1894 gelang Anschütz erstmals die Projektion von sich bewegenden Bildern mit dem Elektrotachyscop auf eine 6 × 8 Meter große Leinwand im Hörsaal des Postfuhramtes in der Berliner Artilleriestraße (heute Tucholskystraße).

## Zeittafel
- ab 1600: Daumenkino – Abblätterbuch mit Einzelbildern
- ab 1671: Laterna magica – Zauberlaterne: frühes Gerät zur Bildprojektion
- ab 1825: Thaumatrop – Wunderscheibe mit zwei Fäden
- ab 1830: Phenakistiskop – Phantaskop, Wunderrad oder Lebensrad
- ab 1832: Stroboskop – Zauberscheiben: Blitzgerät
- ab 1834: Zoetrop – Wundertrommel mit Schlitzen
- ab 1861: Mutoskop – Stereoanimationsblätterer per Stroboskop
- ab 1877: Praxinoskop – Elektrischer Schnellseher mittels Spiegelanordnung
- ab 1879: Zoopraxiskop – Projektionsgerät für chronofotografisch erzeugte Reihenbilder
- ab 1880: Kaiserpanorama – populäres Massenmedium mit stereoskopischen Bilderserien
- ab 1886: Elektrotachyscop – Projektionsgerät für Reihenbilder
- ab 1891: Kinetoskop – erster Filmbetrachter